# این روزها بهترین روزهای زندگیمان هستند
«این روزها بهترین روزهای زندگیمان هستند» تک‌آهنگی از کوئین است که در چهل و پنجمین تولد فردی مرکوری در ۵ سپتامبر سال ۱۹۹۱ میلادی منتشر شد. این تک‌آهنگ در آلبوم کنایه قرار داشت. اکثر این ترانه را درامر گروه راجر تیلور نوشته‌است.
این تک‌آهنگ در چارت بریتانیا در رتبه اول قرار گرفت و برای پنج هفته در این موقعیت ماند همچنین برنده جایزه بریت برای بهترین ترانه در سال ۱۹۹۲ نیز گردید.